# 2013年雷伊漢勒爆炸案
2013年雷伊漢勒爆炸案是指於2013年5月11日在土耳其哈塔伊省雷伊漢勒所發生的兩起汽車炸彈爆炸事件，造成至少51人死亡以及約140人受傷，此攻擊行動為土耳其境內最為致命的恐怖襲擊案例。2013年5月12日，9名被指控和敘利亞情報機關有所聯繫的土耳其公民遭到拘留。5月21日土耳其當局針對主要犯罪嫌疑人提出上訴，其中總共有12人遭到起訴，另外還有4名犯罪嫌疑人則是要求交付罰金，對於此次爆炸案土耳其政府認為所有犯罪嫌疑者皆曾或多或少受到敘利亞的支持。

## 背景
雷伊漢勒位於土耳其南方靠近敘利亞邊境處，許多敘利亞內戰的難民便在衝突爆發後紛紛越過國境前往此鎮，接著在通過邊界進入附近由叛軍所控制的敘利亞地區。2012年10月3日，敘利亞的迫擊砲砲火造成土耳其邊境小鎮阿克恰卡萊的5人死亡。而到了2013年2月11日時，雷伊漢勒邊境附近發生大規模爆炸事件，這次爆炸造成17人死亡以及30人受傷。

## 爆炸
2個汽車炸彈被安排在雷伊漢勒市政廳和郵局得外面，在歐洲東部時間13時45分左右（UTC時間10時45分）第一枚汽車炸彈發生爆炸；而在15分鐘後第二個汽車炸彈也跟進爆炸，其中媒體認為第二次爆炸襲擊這可能是試圖攻擊那些想要幫助於第一次爆炸中受傷者的人們。而之後《共和》記者報導的死亡人數則引起了爭論，一些人士認為政府和地方官員要求當地的衛生保健單位將死亡人數升至50人左右，但是實際上兩次爆炸案共造成177人死亡。此外這次爆炸事件的受害者大多數是當地的土耳其人，不過也一些敘利亞難民在爆炸中喪生；而儘管當地官員並未發表所有死者的身分或者名稱，不過透露了攻擊行動中造成5名敘利亞國籍者死亡。

## 後續
爆炸發生後隨即造成雷伊漢勒當地的恐慌，許多民眾紛紛想離開當地。與此同時土耳其和敘利亞群眾間也爆發了暴力衝突，逼使得雷伊漢勒警方必須干預雙方並且以對空鳴槍的方式驅散人群。然而根據報導，土耳其群眾仍然大規模地攻擊敘利亞難民以及和掛有敘利亞車牌的車輛。英國廣播公司記者駐當地記者懷爾·戴維斯在關於雷伊漢勒爆炸案的報導中則表示「真正的憤怒」除了展現在雷伊漢勒的民眾於街頭的暴力攻擊外，同時也與位在安卡拉的土耳其政府有所關聯。戴維斯提到數百名敘利亞難民由於作為「別人罪刑的代罪羔羊」而已經被迫離開，此外他也譴責敘利亞將戰爭局勢帶到雷伊漢勒上，對此他表示：「即使在戰爭前兩者之間有緊密的跨國貿易和歷史關係，爆炸策畫者成功地將過往兩方支菸總是存在的芥蒂拉升至極致。」土耳其政府隨即為了應付攻擊而派遣大量空中和地面武力，這也使得該地區的軍事部隊規模往上增加。而副總理貝賽爾·阿泰萊則表示根據調查結果顯示，於雷伊漢勒得襲擊事件其真正目標為土耳其首都安卡拉。5月18日時示威人士與警方爆發了衝突，而到了5月20日時警方宣布逮捕了5名新的犯罪嫌疑人。此外土耳其政府還宣布將會封鎖與敘利亞相連的邊界1個月，以阻止可能的犯罪嫌疑人逃往他處。
而雷伊漢勒和平法院下令要求所有關於爆炸後事故現場的音訊、文字和影像等全面禁止，這也包括對於傷者和死者之內容與圖片的出版，對此法院則表示影音和刊物的內容會危及進行中的起訴其保密性和結果。不過在2013年5月16日時，哈塔伊第一刑事法院則取消了雷伊漢勒和平法院裁定後提出的命令。但是只有國營的安那托利亞通訊社與土耳其之聲獲准得以報導司法部部長萨杜拉·埃尔金與衛生部部長穆罕默德·穆辛諾格魯前往安條克國家醫院訪問受傷者，而當主要反對黨共和人民黨領導人凯末尔·齐力克达洛格鲁前往訪問同家醫院則也僅允許該黨和安那托利亞通訊社報導此事，而包括吉漢新聞社、伊赫拉斯通訊社與道昂控股等都禁止進行採訪。

## 反應

### 土耳其
儘管關於雷伊漢勒汽車炸彈爆炸案的肇事者為誰，土耳其總理雷傑普·塔伊普·埃爾多安則公開表示襲擊者與敘利亞政權有所聯繫。土耳其副總理比伦特·阿林奇則提到作為敘利亞政權目標之一的敘利亞難民和雷伊漢勒絕非一般的巧合，並且表示：「他們的情報機構與武裝組織便是規劃並展開這種惡魔計劃的重要嫌疑犯。」而人在柏林的土耳其外交部部長艾哈邁德·達武特奧盧則說到：「可能有些人想要破壞土耳其境內的和平，但是我們並不會讓允許這種事的發生。沒有人能夠嘗試挑戰土耳其的實力，我們的安全部隊將會採取一切必要的措施。」同時他還認為這次爆炸襲擊是由於國際社會無法有效干涉敘利亞內戰的後果。
土耳其政府懷疑躲藏在敘利亞的馬克思主義組織革命人民解放黨陣線成員已經重新復出並策劃了這次行動，而該政黨在1970年代到1980年代的活躍時期便已經傳聞和敘利亞情報機構有所合作。其他關於爆炸案的策劃者真實身分說法還有努斯拉陣線，而反對黨領導人凯末尔·齐力克达洛格鲁則公開呼籲埃爾多安應該要為此事負責，並且將其與敘利亞總統巴沙爾·阿薩德相互作比較，而埃爾多安則威脅說要提出上訴。而一個土耳其駭客組織則聲稱在獲得的文件中顯示土耳其當局已經知道基地組織位於敘利亞的反政府團隊可能策劃汽車炸彈襲擊，並且將其目標便設在土耳其境內。
多家媒體工會則抗議關於雷伊漢勒爆炸案的禁令並且公開譴責土耳其政府，同時也呼籲法院立即廢止禁令。土耳其新聞工作者聯合會主席阿提拉·塞爾泰爾（Atilla Sertel）則表示這樣的禁令將導致訊息錯誤地公開，同時公眾也因為媒體禁令而遭到誤導。此外土耳其報業協會協會也聲稱法院不願廢除禁令表示譴責，並且提到這對於新聞自由為一個重大打擊。

### 敘利亞
敘利亞官方否認自己應該就襲擊事件負責，並且表示這次攻擊責任並非由於自身。而新聞部部長奧姆蘭·祖比則表示：「我們對於禮拜六時雷伊漢勒許多烈士死亡而感到傷心。」不過他也表示：「敘利亞不需要承諾絕不會犯下這樣的行為，因為我們有自己的價值觀。」同時針對土耳其當局的指控，祖比則回應說土耳其政府在邊境地區上也不斷促進國際恐怖主義的發展。

### 國際反應
聯合國安全理事會強烈譴責雷伊漢勒爆炸案，並且指出「任何恐怖主義行為都是犯罪行為，不論什麼動機、什麼時候還是什麼人所做。」北大西洋公約組織秘書長安諾斯·福格·拉斯穆森也譴責這次襲擊極為「卑劣」，並且表示北大西洋公約組織將會支持土耳其。英國外交及國協事務大臣威廉·海格則在自己的Twitter發表聲明提到：「我們的想法與受害者的家人和朋友在一起，我們站在土耳其人民身邊。」美國大使小弗朗西斯·里西亞杜尼表示美國「強烈譴責今日對於土耳其人民和政府的惡劣惡性攻擊，應該查明肇事者並且將他們繩之以法」。